# Marea Aral

2000-2011

Evoluția Mării Aral, 1960-2010

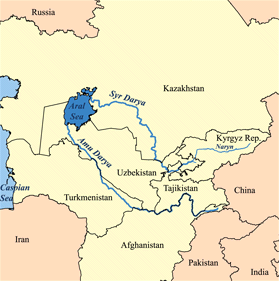
Lacul Aral la 1960. Țările în galben se află în bazinul hidrografic al lacului.

Marea Aral (în kazahă Арал теңізі Aral teñizi; în uzbecă Orol dengizi; în rusă Аральскοе мοре Aral'skoye morye; în tadjică Баҳри Арал Bahri Aral; în persană دریای خوارزم Daryâ-ye Khârazm) este un bazin endoreic ce conține părțile restante ale unui mare lac sărat din Asia Centrală, situat între Kazahstan și Uzbekistan (Karakalpakstan). Mai este cunoscut și sub numele de Lacul Aral sau Marea Albastră.
În trecut era unul dintre cele mai mari lacuri din lume, cu o mărime de circa 68.000 km2, Marea Aral a scăzut continuu începând cu anii 1960, după ce râurile care o alimentau au fost deturnate de proiectele sovietice de irigație. În 2007, marea a ajuns la 10% din mărimea sa inițială, fiind divizat în patru lacuri – Aralul Mic (de Nord), bazinele estic și vestic din fostul lac Aralul Mare (de Sud), și un lac mai mic între Aralul de Nord și cel de Sud. În 2009, lacul estic din bazinul Aralului Mare a dispărut, iar lacul vestic s-a retras într-o fâșie îngustă în extremitatea vestică a fostului Aral Mare.
Adâncimea maximă a Aralului Mic este de 42 de metri (în 2008).
Imagini din satelit publicate de NASA în august 2014 au arătat că pentru prima oară în istoria modernă, bazinul estic al Mării Aral s-a uscat complet. În locul său, acum, se află deșertul Aralkum.

## Date generale
În 1960, avea suprafața de 68.500 kmp (de 2 ori mai mare decât Republica Moldova) și adâncimea maximă de 69 m, fiind, alături de Lacul Victoria, al treilea ca mărime bazin acvatic închis din lume (după Marea Caspică și Lacul Superior). Este alimentat de râurile Amudaria și Sîrdaria. Aralul era renumit în fosta URSS pentru resursele sale piscicole și pentru stațiunile de pe coasta sa de sud (în special Muinak și Kazahdaria). Apa sa de un albastru intens era foarte limpede (fundul Aralului putea fi văzut în zile însorite până la adâncimea de 25 m) și atingea în iulie temperatura de 30 °C. Din anul 1961, nivelul Aralului a început să scadă dramatic din cauza deturnării apelor Amudariei și Sîrdariei spre canalele de irigare din Asia Centrală, mai ales Canalul Karakum. Dacă în 1960 cotele apelor Aralului erau cu 53,5 m mai sus în raport cu nivelul Oceanului Mondial, în 1970 ele au scăzut cu 2 m, în 1975 cu încă 1,5 m, pentru ca în 1983 să fie cu doar 43,5 m mai sus de nivelul Oceanului Mondial (adică cu 10 m mai jos față de nivelul din anul 1960). Totodată, s-a înregistrat o permanentă creștere a salinității apei. Dacă în 1960 acest indice era de 0,99%, zece ani mai tîrziu era deja de 1,12%, în 1975 era de 1,34%, iar în 1983 de 2,03%. În vara anului 1983, pentru ultima dată, au ieșit în largul Aralului navele flotei piscicole sovietice, și tot atunci a fost ultimul sezon turistic în stațiunile de pe coasta de sud.
În 1987 Aralul s-a separat în două bazine independente – Aralul Mare și Aralul Mic (ultimul având în 2006 suprafața de 3.300 kmp). În 1996, Kazahstanul a început construcția unui baraj pentru a evita scurgerea surplusului de apă din Aralul Mic, alimentat de Sîrdaria, spre Aralul Mare. Aceasta a condus la o stabilizare și chiar la o ușoară creștere a nivelului apei în Aralul Mic (42,2 m de asupra nivelului Oceanului Mondial în vara anului 2006, ceea ce este identic cu cotele apei Mării Aral de la finele anului 1984). În același timp, nivelul Aralului Mare continuă să scadă vertiginos. În 1988 apele sale se situau cu numai 40,3 m mai sus de Oceanul Mondial, iar salinitatea crescuse până la 2,5%. Către anul 2001, cotele apelor Aralului Mare au scăzut cu încă 7 m, fiind cu 33,3 m mai sus de nivelul Oceanului Mondial (adică, cu 20 mai jos față de nivelul anului 1961), iar salinitatea a crescut pînă la 5,86%.
Tragedia Aralului este considerată ca fiind una din cele mai mari catastrofe ecologice ale omenirii.
De-a lungul anilor, s-au propus diferite soluții pentru remedierea problemei secării mării:
- îmbunătățirea calității canalelor de irigare;
- instalarea centralelor de desalinizare;
- perceperea de taxe de la țăranii care se folosesc de apa râurilor ce se deversează în mare;
- promovarea programelor de dezvoltare non-agricole în țările aflate în amonte;
- folosirea a mai puținor chimicale pentru creșterea bumbacului;
- cultivarea de cereale decât bumbac;
- înălțarea de baraje pentru a umple Marea Aral;
- redirecționarea apei fluviilor Volga, Ob și Irtâș pentru a aduce Marea Aral la nivelul de acum 30 de ani, proiectul costând maximum 50 mld. USD;
- pomparea de apă din Marea Caspică în Aral printr-o conductă și diluarea ei cu apa dulce din bazinele din vecinătatea Mării Aral.
În 1994, guvernele kazah, uzbek, turkmen, tadjik și kirghiz au semnat un acord, prin care au promis să verse 1% din bugetele lor de stat pentru a revigora marea. Kazahstan a depus mari eforturi, construind impunătorul baraj Kokaral în 2003-2006, ce a tăiat în jumătate marea. De asemenea, statul kazah a îmbunătățit sistemul de irigare de pe râul Syr Darya, iar în 2009, a primit un împrumut de la Banca Mondială pentru construirea unui alt baraj. Din 2006, adâncimea jumătății de nord a mării a crescut, revenind la normal, de la 30 m în 2003 la 42 m în 2008. În plus, suprafața jumătății de nord a Mării Aral a crescut și ea, de la 2.550 kmp în 2003 la 3.300 kmp în 2008. Climatul local a fost restabilit, semnalându-se revenirea ploilor, iar peștii vii aduși din Ucraina și aruncați în Marea Aral s-au înmulțit, revigorând astfel piscicultura. În schimb, guvernul uzbek care controlează jumătatea sudică a mării a abandonat proiectul ecologic anterior semnat, preferând să se deșertifice zona, luând în seamă domeniul sondării și extragerii de hidrocarduri din zonă. În 2005, guvernul uzbek a semnat o înțelegere cu firmele petroliere: Uzbekneftegaz, LUKoil Overseas, Petronas, Korea National Oil Corporation și China National Petroleum Corporation, urmând să împartă beneficiile dezvoltării bazinelor de petrol și de gaz natural din zonă. Din 2010 s-au extras 500.000 mc de gaz natural de la 3 km adâncime.

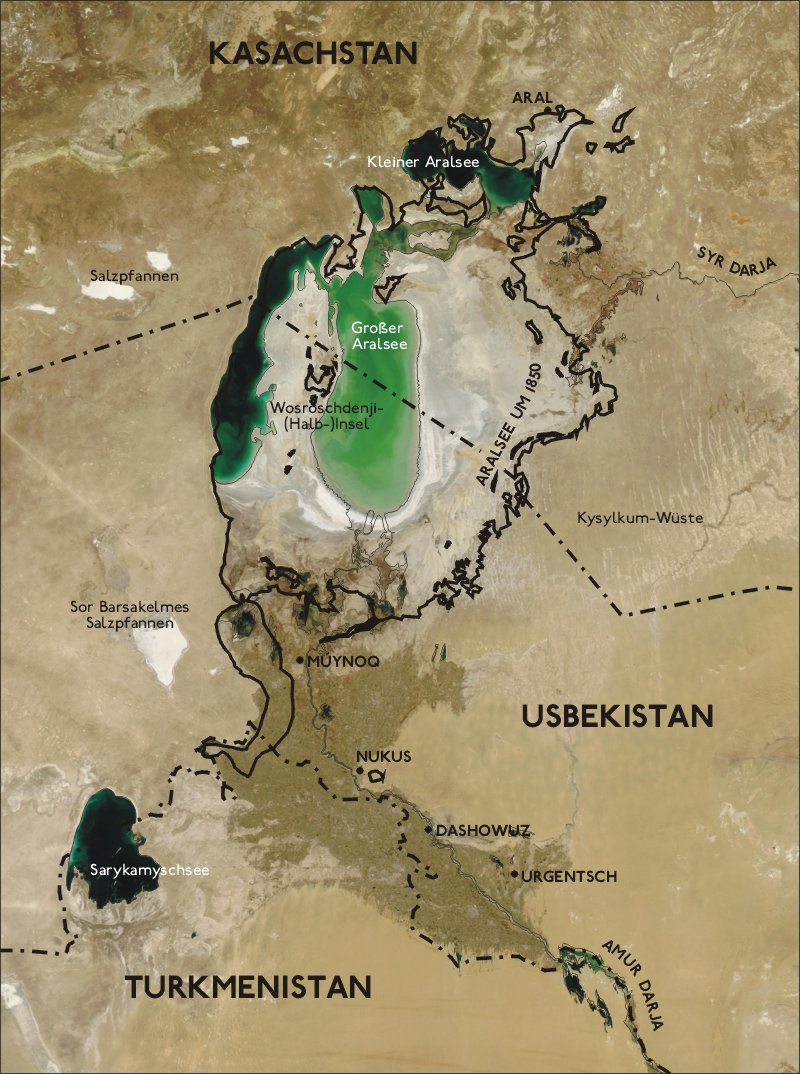
Comparaţie 1850/2004
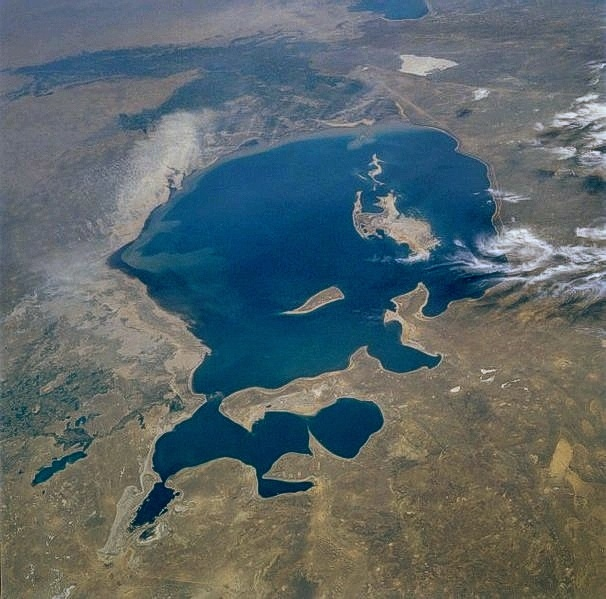
1985
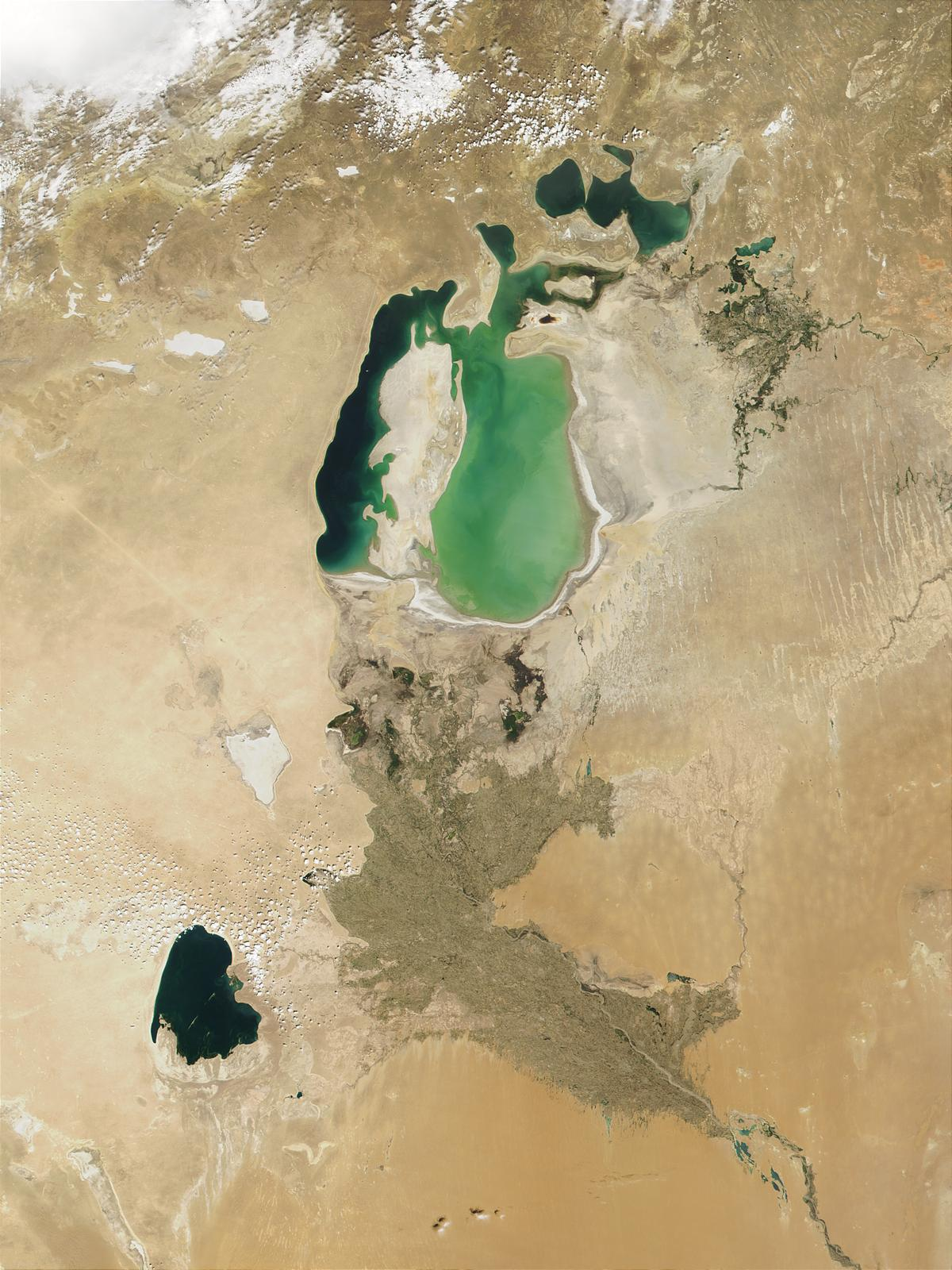
2001
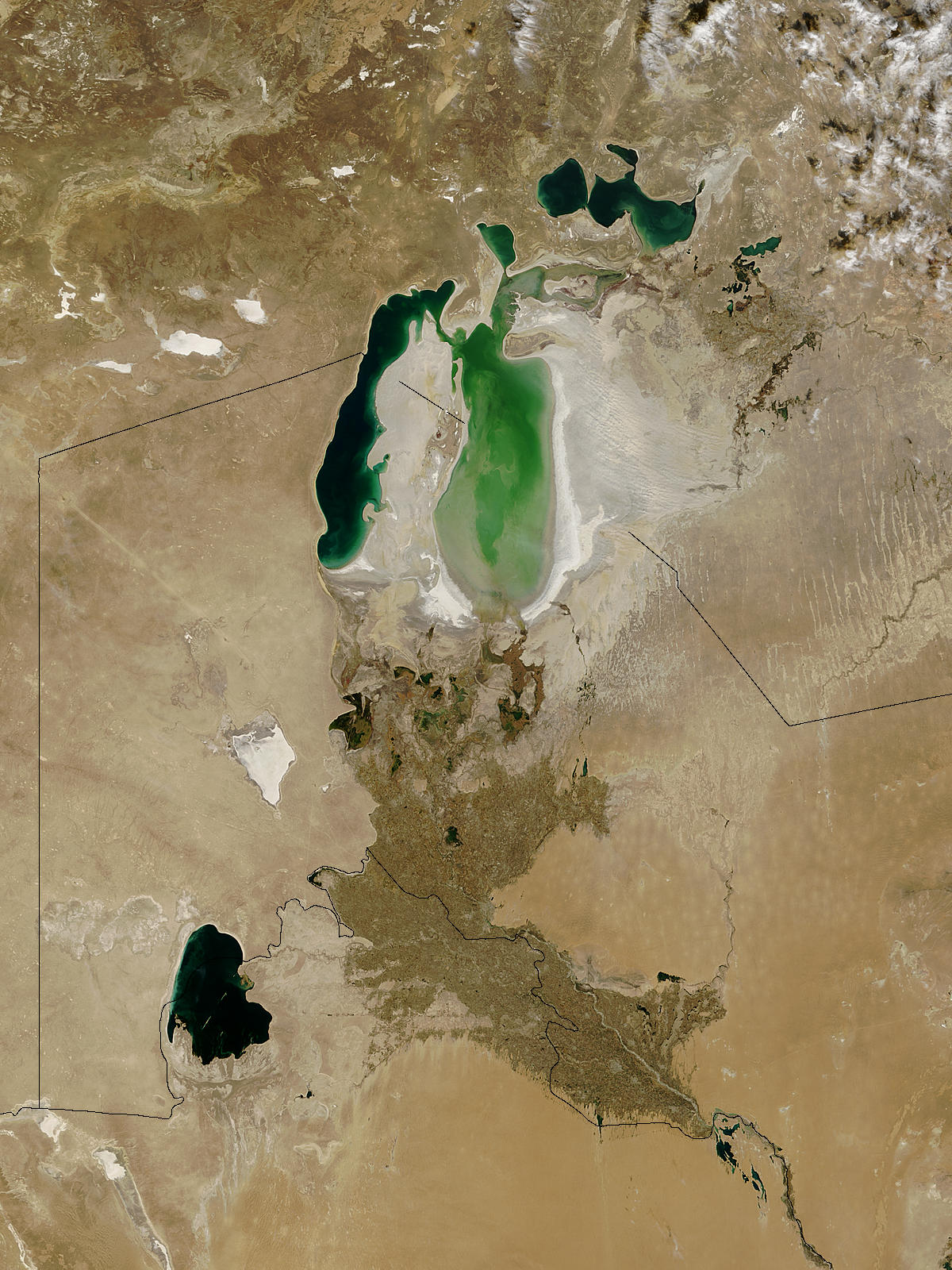
2003
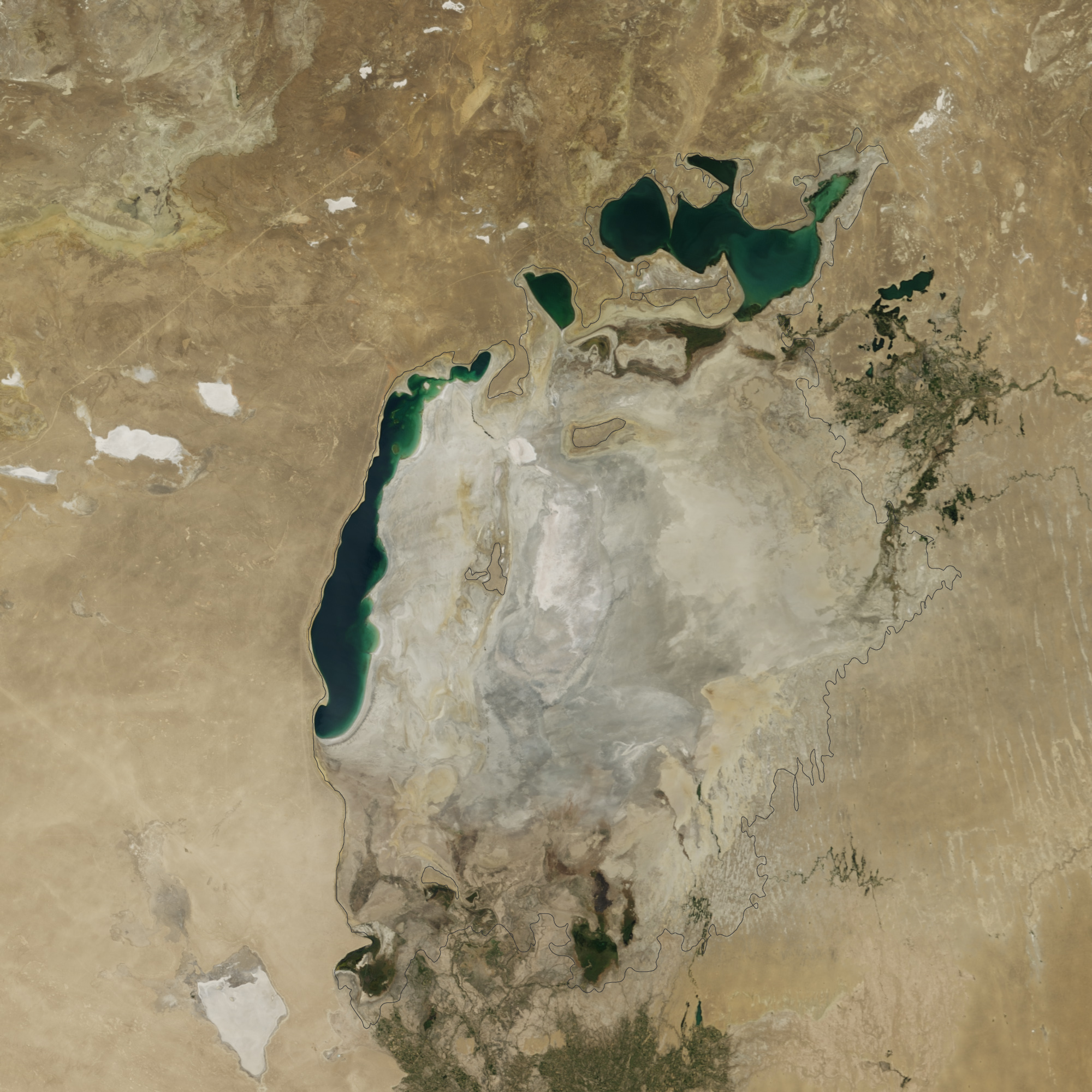
2014